# Нарушение сознания
Наруше́ние созна́ния — состояние расстроенного сознания, синдромы его выключения (кома, сопор, оглушение) или помрачения (онейроид, делирий, сумеречное состояние сознания). Полноценное функционирование сознания предполагает состояние бодрствования, обусловленное полноценной реализацией когнитивной функции полушарий головного мозга и их взаимоотношений с пробуждающими механизмами ретикулярной формации, распространение ядер и проводящих путей которой обнаружены в диэнцефальной области, среднем мозге, варолиевом мосте и продолговатом мозге.
Ретикулярная активирующая система представляет собой функциональное, а не морфологическое понятие и располагается вдоль центральной оси диэнцефальной области и верхних отделов ствола мозга. Это система получает афферентные импульсы из многих соматических, висцеральных, слуховых, и зрительных сенсорных проводящих путей, направляет их в ретикулярное ядро зрительного бугра, из которого, в свою очередь, активация распространяется по всем отделам коры головного мозга.

## Этиология
Нарушение сознания является проявлением дисфункции полушарий, верхних отделов ствола головного мозга, или и той, и другой области одновременно. Так, местное поражение супратенториальных структур может носить распространенный характер, а может, вызывая отёк, смещать мозговые структуры, приводя к транстенториальной герниации, сдавлению диэнцефальных отделов головного мозга и нарушению функции диэнцефальной активирующей системы.
- Первичные субтенториальные процессы (ствола мозга и мозжечка) могут сдавливать или непосредственно повреждать ретикулярную активирующую систему между средними отделами варолиевого моста и диэнцефальной областью.
- Метаболические или инфекционные заболевания могут оказывать угнетающее воздействие на функцию полушарий и ствола головного мозга посредством патологического содержания компонентов крови или прямого токсического эффекта.
- Нарушение сознания может наблюдаться также при нарушении мозгового кровообращения (синкопы и инфаркт) или при изменении биоэлектрической активности мозга (эпилепсия). Неадекватный мозговой кровоток и химический дисбаланс крови может также вызывать нарушение электрической активности мозга.
- Сотрясение головного мозга и психологические расстройства вызывают нарушение сознания без видимых структурных изменений мозга.

## Виды нарушений и расстройств сознания
Нарушение сознания может быть кратковременным и длительным, поверхностным и глубоким.
- Кратковременная потеря сознания наблюдается при синкопах. При судорожных припадках потеря сознания может длиться дольше, а при сотрясении головного мозга может продолжаться до 24 часов.
- Длительное нарушение сознания наблюдается при внутричерепной патологии или метаболических расстройствах.

Острые и подострые нарушения сознания:
- Оглушение проявляется снижением уровня бодрствования и обычно сопровождается сонливостью. Выделяют умеренное и глубокое оглушение с весьма условными границами[1].
  - Обнубиляция («туманность сознания», англ. clouding of consciousness) — лёгкая степень оглушения, замедление реакций и «затуманенное» восприятие реальности.
  - Умеренное оглушение — частичная дезориентировка, умеренная сонливость, выполнение всех команд.
  - Глубокое оглушение — дезориентировка, глубокая сонливость, выполнение лишь простых команд.
- Сопор — сильное угнетение сознания и патологический сон, отсутствие выполнения больным инструкций, возможно получение реакции открывания глаз при сильном стимулировании (на боль или звук)[1].
  - Ступор (англ. stupor) — понятие в англоязычной литературе, аналогичное сопору. Помимо этого, термин используется в психиатрии для обозначения состояния обездвиженности с мутизмом и ослаблением реакций на раздражения (включая болевые)[2].
- Сомнолентность[англ.] — лёгкое нарушение сознания, при котором пациент часто засыпает, заторможен, однако адекватные реакции могут быть вызваны при помощи кратковременных внешних раздражителей.
- Кома характеризуется отсутствием реакции и невозможностью пробуждения. При глубокой коме даже примитивные рефлексы могут отсутствовать.
  - Кома I — сознание утрачено, больной не открывает глаза, в ответ на болевые раздражения отвечает некоординированными защитными движениями без локализации боли.
  - Кома II, глубокая — сознание утрачено, отсутствует реакция на боль, отсутствуют спонтанные движения.
  - Кома III, запредельная — сознание утрачено, двусторонний мидриаз, арефлексия, мышечная атония, катастрофическое состояние витальных функций.

Хронические нарушения сознания:
- Акинетический мутизм — больной в ясном сознании, лежит неподвижно с открытыми глазами, не разговаривает и не отвечает на вопросы. Все двигательные функции подавлены (кроме движений, фиксирующих глазные яблоки).
- Апаллический синдром (бодрствующая кома) — состояние, при котором сознание остаётся сохранным, глаза больного открыты, он вращает ими в глазницах, но взор не фиксирует, речь и эмоциональные реакции отсутствуют, словесные команды больным не воспринимаются и контакт с ним невозможен, но больной не лежит неподвижно.
- Синдром «запертого человека» (синдром изоляции) отражает состояние больного, при котором сознание сохранено, но контакт с ним невозможен из-за двустороннего паралича всех частей тела, за исключением движений глазами, которыми больной кодирует свой ответ. Различные заболевания могут приводить к этому состоянию, которое является результатом двустороннего поражения кортико-спинального тракта между средним мозгом и варолиевым мостом или при массивном повреждении нижних моторных нейронов (передних рогов спинного мозга). Строго говоря, не является нарушением сознания, но зачастую ошибочно принимается за него. Данное состояние также иногда называется «псевдокомой».
- Вегетативное состояние определяется как отсутствие возможности к самопроизвольной ментальной активности из-за обширных повреждений или дисфункции полушарий головного мозга с сохранением деятельности диенцефальной области и ствола мозга, сохраняющие вегетативные и двигательные рефлексы, а также цикл смены сна и бодрствования.
- Смерть мозга — состояние полной утраты сознания и всех функций мозга.

### Синдромы помрачения сознания в психиатрии
Помрачение сознание, расстройства отражения окружающей действительности:
- Аментивный синдром
- Аура сознания
- Делириозный синдром
- Онейроидный синдром
- Сумеречное помрачение сознания
- Сужение сознания (наблюдается при аффекте, а также при диссоциативных и конверсионных расстройствах)

## Наиболее частые причины нарушения сознания

### Супратенториальные объемные процессы
- Эпидуральная гематома
- Субдуральная гематома
- Мозговой инфаркт или внутримозговое кровоизлияние
- Опухоль головного мозга
- Абсцесс мозга

### Субтенториальные повреждения
- Инфаркт ствола мозга
- Опухоль ствола мозга
- Кровоизлияние в ствол мозга
- Кровоизлияние в мозжечок
- Травма ствола мозга

### Диффузные и метаболические мозговые расстройства
- Травма (сотрясение головного мозга, ранение мозга или ушибы)
- Аноксия или ишемия (синкопы, сердечная аритмия, инфаркт лёгкого, шок, лёгочная недостаточность, отравление угарным газом, сосудистые коллагеновые заболевания)
- Эпилепсия
- Состояние после эпилептического припадка
- Инфекции (менингит, энцефалит)
- Субарахноидальное кровотечение
- Экзогенные токсины (алкоголь, барбитураты, глютетимид, морфин, героин, метиловый спирт, гипотермия)
- Эндогенные токсины и метаболические нарушения (уремия, печёночная кома, диабетический ацидоз, гипогликемия, гипонатриемия)
- Психомоторный эпилептический статус

## Эффект бокового смещения срединных структур головного мозга на уровень утраты сознания
- 0—3 мм — Полное сознание (alert)
- 3—4 мм — Сонливость (drowsy)
- 6—8,5 мм — Ступор (stuporous)
- 8—13 мм — Кома (comatose)

## Смерть мозга
Возможность проведения искусственной вентиляции лёгких для поддержания деятельности лёгких и сердца в течение длительного времени, несмотря на нарушение функции других органов, привела к широко распространённому юридическому и общественному признанию, что смерть человека определяется полным отсутствием деятельности головного мозга, особенно ствола мозга. Для установления этого диагноза врач должен основываться на знании структурных или метаболических причин смерти мозга, при исключении возможности влияния анестезирующих или парализующих препаратов, особенно принятых больным самостоятельно. Коррекция гипотермии (ниже 30 °C) является необходимой.